# Austin (Boots Stop Workin')
Austin (Boots Stop Workin') è un singolo della cantante statunitense Dasha, pubblicato il 17 novembre 2023 come primo estratto dal primo album in studio What Happens Now?.

## Promozione
Nella prima metà del 2024 il singolo ha goduto di una forte attenzione mediatica grazie ad una virale line dance, che ha generato oltre 750 000 video sulla piattaforma TikTok.
Il singolo è stato presentato dal vivo durante i CMT Music Award il 7 aprile 2024. Nel mese di giugno Dasha si è esibita per la prima volta al Grand Ole Opry con Austin e Talk of the Town, altra traccia proveniente dal disco.

## Video musicale
Il video musicale è stato reso disponibile attraverso il canale YouTube dell'artista il 24 aprile 2024. La clip, diretta da Hunter Moreno, ha visto la partecipazione del cantante Jxdn ed è stata girata nel comune di Ashland City.

## Tracce
Testi e musiche di Adam Wendler, Chey Rose, Dasha e Travis Heidelman.
Download digitale, streaming
1. Austin (Boots Stop Workin') – 2:51

Download digitale, streaming
1. Austin (Boots Stop Workin') (Distant Matter Remix) – 2:56

## Classifiche

### Classifiche settimanale
| Classifica (2024) | Posizione massima |
| ----------------- | ----------------- |
| Australia         | 10                |
| Austria           | 11                |
| Belgio (Fiandre)  | 2                 |
| Belgio (Vallonia) | 13                |
| Canada            | 11                |
| Danimarca         | 31                |
| Estonia           | 1                 |
| Germania          | 12                |
| Grecia            | 85                |
| Irlanda           | 5                 |
| Islanda           | 24                |
| Lituania          | 71                |
| Norvegia          | 7                 |
| Nuova Zelanda     | 11                |
| Paesi Bassi       | 2                 |
| Portogallo        | 131               |
| Regno Unito       | 5                 |
| Stati Uniti       | 18                |
| Svezia            | 15                |
| Svizzera          | 15                |

### Classifiche di fine anno
| Classifica (2024) | Posizione |
| ----------------- | --------- |
| Australia         | 12        |
| Austria           | 15        |
| Canada            | 15        |
| Danimarca         | 44        |
| Estonia           | 3         |
| Francia           | 124       |
| Germania          | 20        |
| Islanda           | 21        |
| Nuova Zelanda     | 15        |
| Paesi Bassi       | 4         |
| Regno Unito       | 9         |
| Stati Uniti       | 27        |
| Svezia            | 19        |
| Svizzera          | 22        |

## Date di pubblicazione
| Paese  | Data             | Formato                      | Etichetta           | Nota   |
| ------ | ---------------- | ---------------------------- | ------------------- | ------ |
| Mondo  | 17 novembre 2023 | Download digitale, streaming | Version III, Warner | [ 41 ] |
| Italia | 29 marzo 2024    | Radio                        | Warner              | [ 42 ] |